# جناح المدمرات 1
زيروستيرغشويتر 1 (ZG 1) جناح طائرات مقاتلة ثقيلة/مدمرات للوفتفافه في الحرب العالمية الثانية.

## القادة

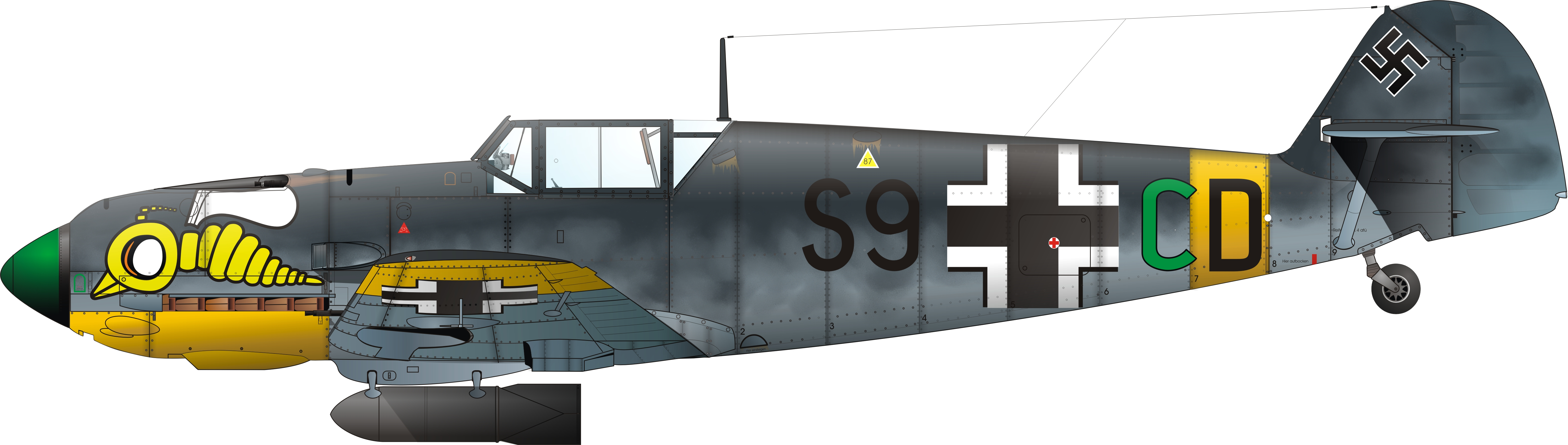

- الرائد أرفيد كروغر، 4 يناير 1942 - 2 مارس 1942
- الرائد أولريش ديسينج، 3 مارس 1942 - 21 سبتمبر 1942
- Oberstleutnant Ralph von Rettberg (بالنيابة)، 22 سبتمبر 1942 - 5 أكتوبر 1942
- Oberstleutnant Paul-Friedrich Darjes، 6 أكتوبر 1942 - 1 مارس 1943
- Oberstleutnant Alfred Druschel (بالنيابة)، 1 مارس 1943 - 12 أبريل 1943
- Oberstleutnant Joachim Blechschmidt، 12 أبريل 1943 - 13 يوليو 1943
- Oberstleutnant Lothar von Janson، 1943 - 10 مارس 1944
- Oberstleutnant Erich von Selle، مارس 1944 - يوليو 1944